# Mustafakemalpaşa

Lage von Mustafakemalpaşa innerhalb von Bursa

Mustafakemalpaşa ist eine Stadt im gleichnamigen Landkreis der türkischen Provinz Bursa und gleichzeitig ein Stadtbezirk der 1986 geschaffenen Büyükşehir belediyesi Bursa  (Großstadtgemeinde/Metropolprovinz).

## Geographie
Mustafakemalpaşa liegt südwestlich des Uluabat Gölü in etwa 86 km Entfernung vom Zentrum Bursas. Im Stadtgebiet befindet sich der Suuçtu-Wasserfall.

## Geschichte
Vermutlich stand an Stelle der heutigen Stadt die untergegangene antike Stadt Miletopolis. Die Stadt hieß später Kirmasti und war ein Gerichtssprengel im Osmanischen Reich. Die im Stadtsiegel abgebildete Jahreszahl 1881 dürfte auf das Jahr der Erhebung zur Gemeinde (Belediye/Belde) hinweisen. Im 20. Jahrhundert erfolgte die Umbenennung nach dem Staatsgründer General Mustafa Kemal.

## Bedeutende Bauwerke
- Lâlâ-Sâhin-Pașa-Türbe (14. Jhd.)

## Persönlichkeiten
- Okan Kocuk (* 1995), türkischer Fußballtorhüter